# Tyler Moon
Tyler Moon (alias Ty) es un personaje ficticio de la serie de televisión británica EastEnders, interpretado por el actor Tony Discipline del 27 de junio de 2011, hasta el 6 de agosto de 2013.

## Antecedentes
Hijo Eddie Moon, hermano de Francesca y Anthony, medio hermano de Michael y Craig Moon y primo de Alfie Moon. 

## Biografía
Tyler llegó a Waldford en el 2011 en el carro de su padre, Eddie Moon inmediatamente nota a Jodie Gold, sin embargo esta lo rechaza. Poco después Tyles se mete en problemas cuando tres hermanas con las que estaba saliendo, se dan cuenta y deciden vengarse de él tirándole bebidas encima. Más tarde Tylery Anthony ayudan su padre a mover el negocio de antigüedades a un nuevo local. Cuando su medio hermano, Michael Moon se da cuenta de los problemas de agresión de Tyler, este decide meterlo a unas peleas de box, durante su primera lucha Tyler gana sin saber que Michael le pagó a su oponente para que lo dejara ganar. 
Poco después Tyler sale por un corto tiempo con Poppy Meadow, sin embargo la relación termina cuando ella le revela que solo está con él para hacer que su exnovio sintiera celos. Más tarde gracias a la insistencia de Michael, Tyler decide que quiere tomar parte de un combate de boxeo de sin licencia, sin embargo cuando habla con Anthony y este le dice lo peligroso de la situación Tyler cambia de opinión, pero vuelve a interesarse en la lucha cuando Michael lo manipula y le compra una bata de boxeo personalizado, diciéndole que lo compró antes de que él dejara de dejar de fumar por lo que Tyler decide boxear.
Durante la lucha Michael lo pone contra Artie Stiller, quien es conocido por pelear sucio y con trampas. Las cosas comienzan a salir mal cuando Tyler cae inconsciente e inmediatamente es llevado al hospital donde lucha por su vida.